# Arsene Lupin (film 1917)
Arsene Lupin è un film muto del 1917 diretto da Paul Scardon che si basa sul lavoro teatrale dallo stesso titolo di Francis de Croisset (pseudonimo usato da Francis Wiener) che aveva ripreso per la sua commedia il personaggio inventato da Maurice Leblanc; la pièce era andata in prima a Parigi il 28 ottobre 1908.

## Produzione
Il film fu prodotto dalla Vitagraph Company of America. Francis de Croisset aveva basato il suo lavoro teatrale sul libro di Leblanc, Arsène Lupin, pubblicato a Parigi nel 1907. Paul Potter ne scrisse poi una versione in inglese che si riallacciava più al libro originale piuttosto che alla pièce francese. Nel numero del 10 marzo 1917, su Variety apparve un articolo che riportava una controversia legale sulla versione di Potter.

## Distribuzione
Il copyright del film, richiesto da The Vitagraph Co. of America, fu registrato il 20 febbraio 1917 con il numero LP10242.
Distribuito dalla Greater Vitagraph (V-L-S-E), il film uscì nelle sale cinematografiche statunitensi il 12 marzo 1917.